# Topi
El topi (Damaliscus korrigum) és una espècie d'antílop del gènere Damaliscus. El nom vernacular no només es fa servir per a l'espècie, sinó també per les dues subespècies D. k. jimela i D. k. topi, mentre que el nom korrigum o tiang s'aplica a la subespècie D. k. korrigum. Juntament amb el damalisc de Bangweulu, antigament aquesta espècie era inclosa dins de l'espècie del damalisc.
Aquesta espècie viu a les sabanes i planes d'inundació de Benín, Burkina Faso, Burundi, el Camerun, la República Centreafricana, el Txad, la República Democràtica del Congo, Etiòpia, Gàmbia, Ghana, Guinea Bissau, Kenya, Mali, Mauritània, el Níger, Nigèria, Ruanda, el Senegal, Somàlia, el Sudan, Tanzània, Togo i Uganda. L'espècie està extinta a certes regions de Burundi, Gàmbia, Guinea Bissau, Mali, Mauritània i el Senegal.

## Subespècies
- Damaliscus korrigum korrigum -- Korrigum
- Damaliscus korrigum jimela -- Topi (a la República Democràtica del Congo, Kenya, Ruanda, Tanzània i Uganda. S'ha extingit regionalment a Burundi)
- Damaliscus korrigum topi -- Topi